# Thomas Christiansen
Pour les articles homonymes, voir Christiansen.
Thomas Christiansen Tarín , né le 11 mars 1973 à Hadsund au Danemark, est un footballeur international espagnol évoluant au poste d'attaquant reconverti comme entraîneur. Il est l'actuel sélectionneur du Panama.

## Biographie
Thomas Christiansen, fils d'une mère espagnole et d'un père danois, acquiert ses plus grandes expériences footballistiques en Espagne, où il joue avec l'équipe réserve du prestigieux FC Barcelone (1991-95). C'est également durant cette période qu'il joue en équipe d'Espagne alors entraînée par Javier Clemente. Christiansen est un des quatre joueurs de l'histoire à débuter avec l'Espagne alors qu'il milite dans les rangs d'une équipe de deuxième division.
Ses bonnes prestations ne sont toutefois pas suffisantes pour convaincre Johan Cruijff de lui faire une place dans l'équipe première du FC Barcelone.
Après avoir joué au sein de plusieurs clubs espagnols, Thomas Christiansen rejoint lors de l'année 2000 le championnat allemand et le club de Bochum. Avec Bochum, il termine meilleur buteur de la Bundesliga 2 (D2) lors de la saison 2001/2002 en inscrivant 17 buts. Puis, la saison suivante, il récidive en devenant co-meilleur buteur de la Bundesliga 1 (1re division) en inscrivant 21 buts.
À la suite de ses très bonnes performances, il rejoint le club d'Hannover 96 en juin 2003. Il est recruté par les rouges pour pallier le départ de Fredi Bobic. 
Avec ses 21 buts la saison passée à Bochum, l'attente est forte à Hanovre. Mais Christiansen ne parvient pas à reproduire ses performances d'avant, puisqu'il n'inscrit que 9 buts avec Hanovre lors de la saison 2003/2004. Ses deux dernières saisons à Hanovre sont anecdotiques, Christiansen n'inscrivant quasiment plus de buts.
Au total, Christiansen joue 101 matchs en 1re division allemande et inscrit 34 buts. Il joue également 108 matchs en 1re division espagnole, inscrivant 12 buts.

## Distinctions personnelles
- Meilleur buteur de la 1. Bundesliga lors de la saison 2002-2003 avec 21 buts (titre partagé avec Giovane Élber).

## Sélections
- 11 sélections et 3 buts en équipe d'Espagne des moins de 21 ans entre 1992 et 1995
- 2 sélections en équipe d'Espagne en 1993, 1 but

## Palmarès d’entraîneur
- Champion de Chypre en 2017.
- Finaliste de la Coupe de Chypre en 2017.